# ابینی-لا-رنس

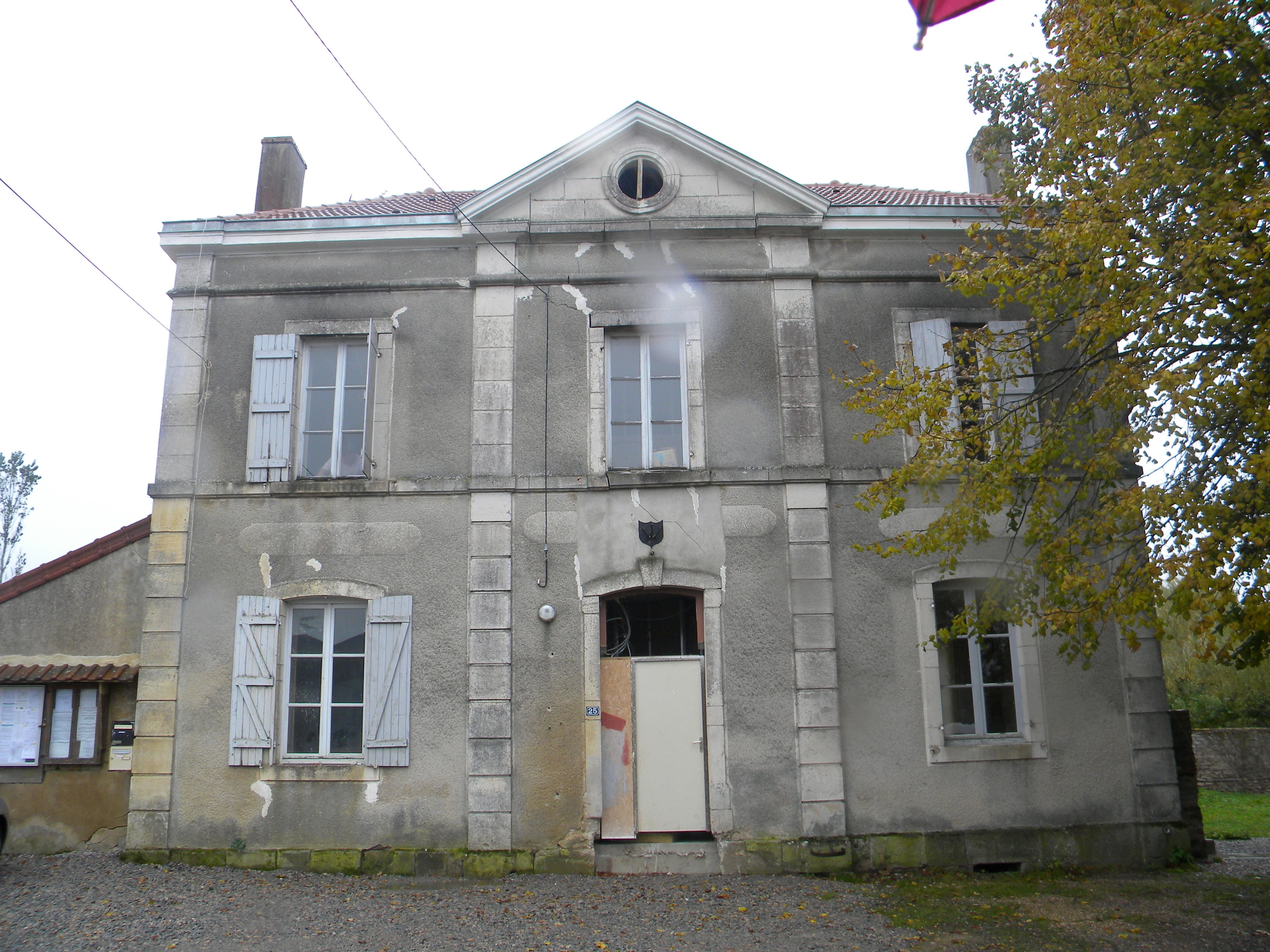
تالار شهری ابینی-لا-رنس

ابینی-لا-رنس (به فرانسوی: Aubigny-la-Ronce) یک کمون در فرانسه با جمعیت ۱۶۷ نفر است که در Canton of Nolay واقع شده‌است.